# روبن اناواربه
روبن اناواربه (انگلیسی: Rubén Anuarbe؛ زادهٔ ۱۸ ژوئن ۱۹۸۱) بازیکن فوتبال اهل اسپانیا است.
از باشگاه‌هایی که در آن بازی کرده‌است می‌توان به باشگاه فوتبال فوئنلابرادا و باشگاه فوتبال آلکورکون اشاره کرد.